# Lobianchia
A Lobianchia a sugarasúszójú halak (Actinopterygii) osztályának Myctophiformes rendjébe, ezen belül a gyöngyöshalfélék (Myctophidae) családjába tartozó nem.

## Rendszerezés
A nembe az alábbi 2 faj tartozik:
- Lobianchia dofleini (Zugmayer, 1911)
- Lobianchia gemellarii (Cocco, 1838) - típusfaj

## Források

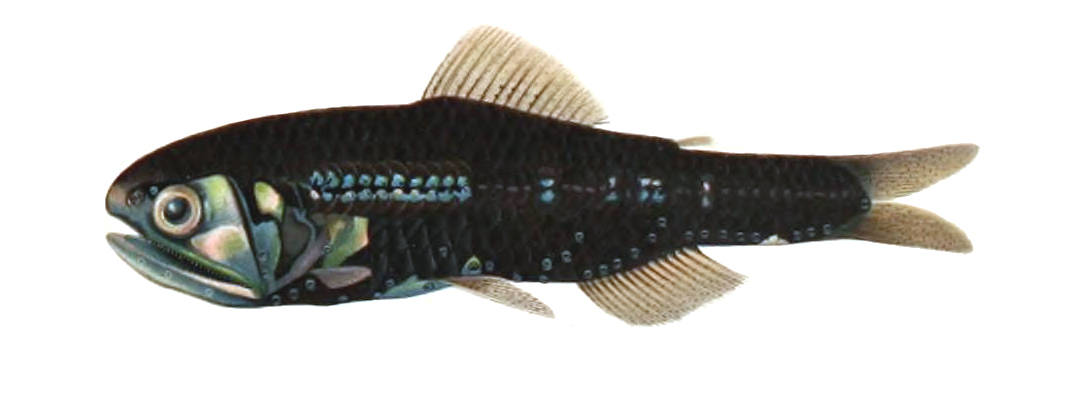
Lobianchia gemellarii1